# Datlovník pravý
Datlovník pravý (Phoenix dactylifera) je druh palmy známé a hojně pěstované především pro datle, které se konzumují čerstvé i sušené, nebo se používají k přípravě různých nápojů a pokrmů. V češtině se druh nazývá též datlovník obecný či lidově palma datlová. Protože jej lidé po tisíciletí pěstují, není snadné určit jeho původní areál přirozeného výskytu.

## Historie a rozšíření

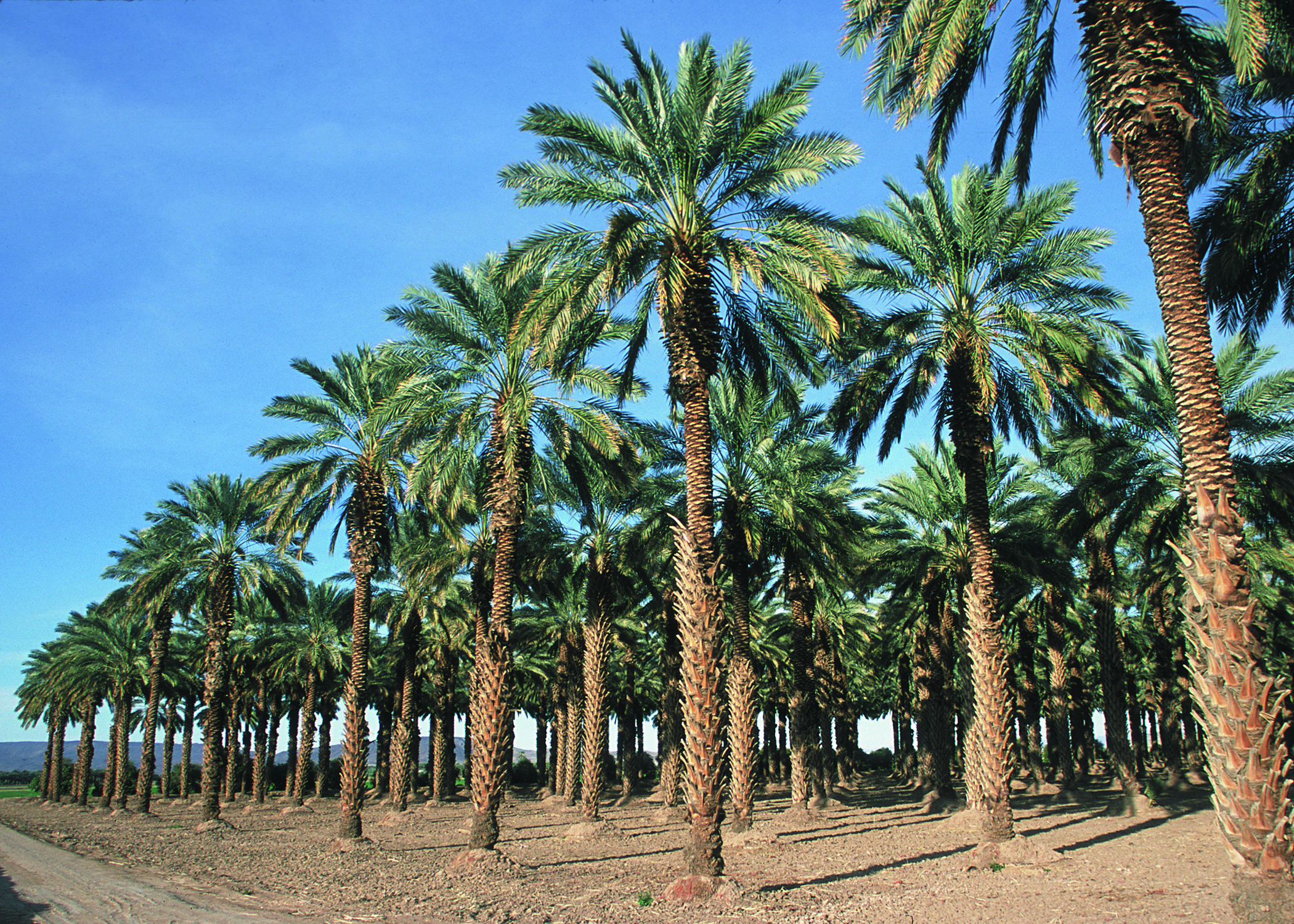
Palmová plantáž v Arizoně

Datlovník pravý patří k nejstarším pěstovaným rostlinám, zmiňuje se už v mezopotámských archivech a v Bibli, archeologické výzkumy dokládají záměrné pěstování už v mladší době kamenné (cca 6 tisíc let př. n. l.). Díky takto dlouhodobému úmyslnému šíření a vysazování člověkem už není možné přesně určit původní areál jeho přirozeného výskytu, předpokládá se, že původně mohl růst v poušťních oázách Severní Afriky, okolo Perského zálivu či v Mezopotámii.
Dnes je hojně pěstován v Severní Africe a na Blízkém a Středním východě (od Egypta až po Pákistán). Mimo tuto oblast se datlovníky pěstují také v Číně nebo v USA.

## Vzhled
Obvykle jde o středně velký strom dorůstající výšky 15–25 metrů, s rozpětím koruny 6–10 metrů. Jelikož jde o jednoděložnou rostlinu, jeho dřevo nemá letokruhy. Listy jsou zpeřené, 3–5 metrů dlouhé, s trny na řapíku a průměrně s asi 150 lístky. Květy jsou jednopohlavní a trojčetné ve velkých hroznech, plody jsou peckovice. Jedna rostlina může vyrůst jako jeden samostatný kmen, nebo jako shluk několika kmenů se společnými kořeny. Rostlina je dvoudomá.
Plody datlovníku se tvarem i barvou podobají středomořskému mlži Lithophaga lithophaga, odtud pochází jeho české pojmenování „datlovka vrtavá“ (někdy také datlovka obecná).

## Využití

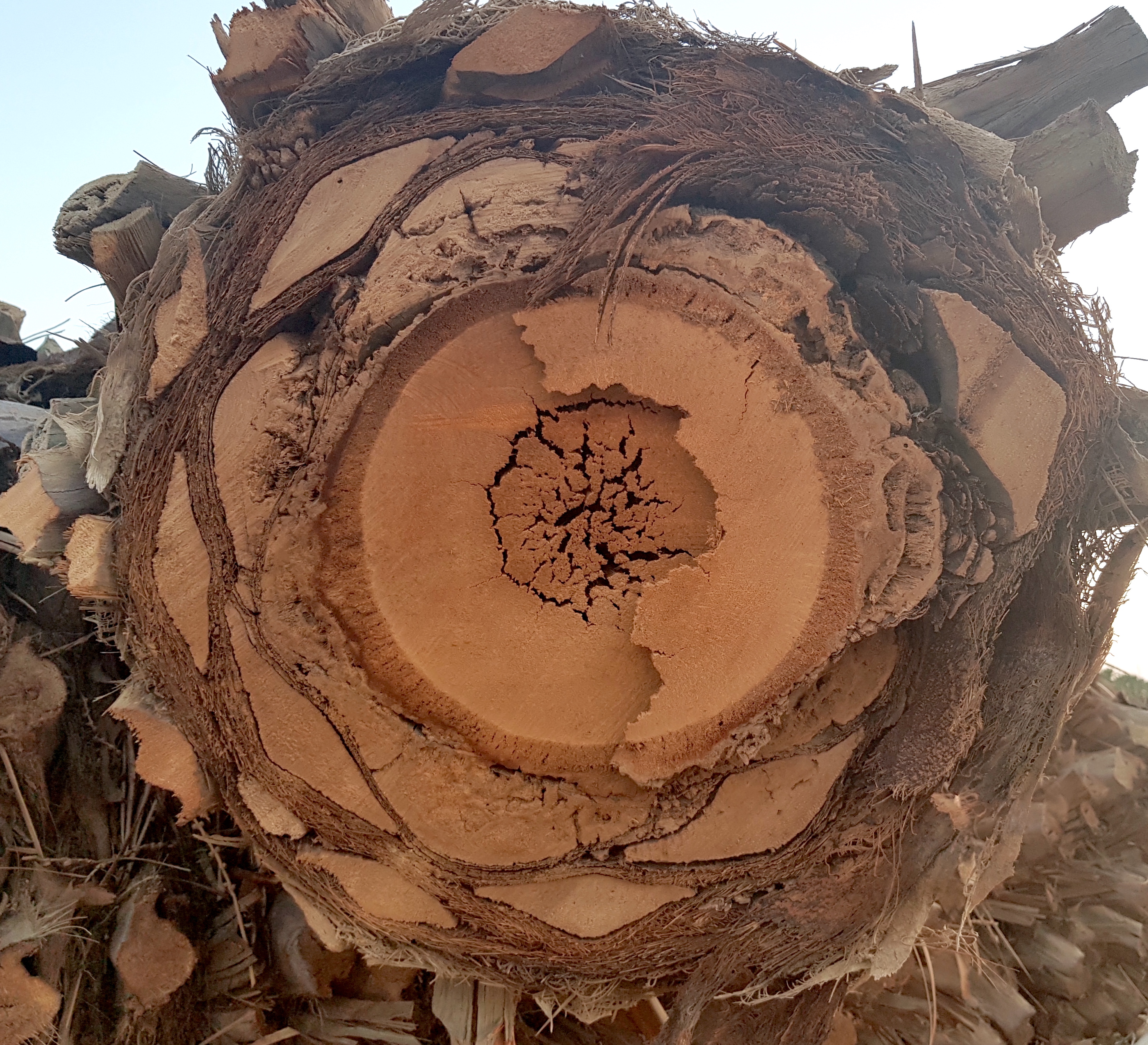
Řez kmenem datlovníku. Stejně jako u ostatních z rodu palem, netvoří datlové palmy letokruhy.

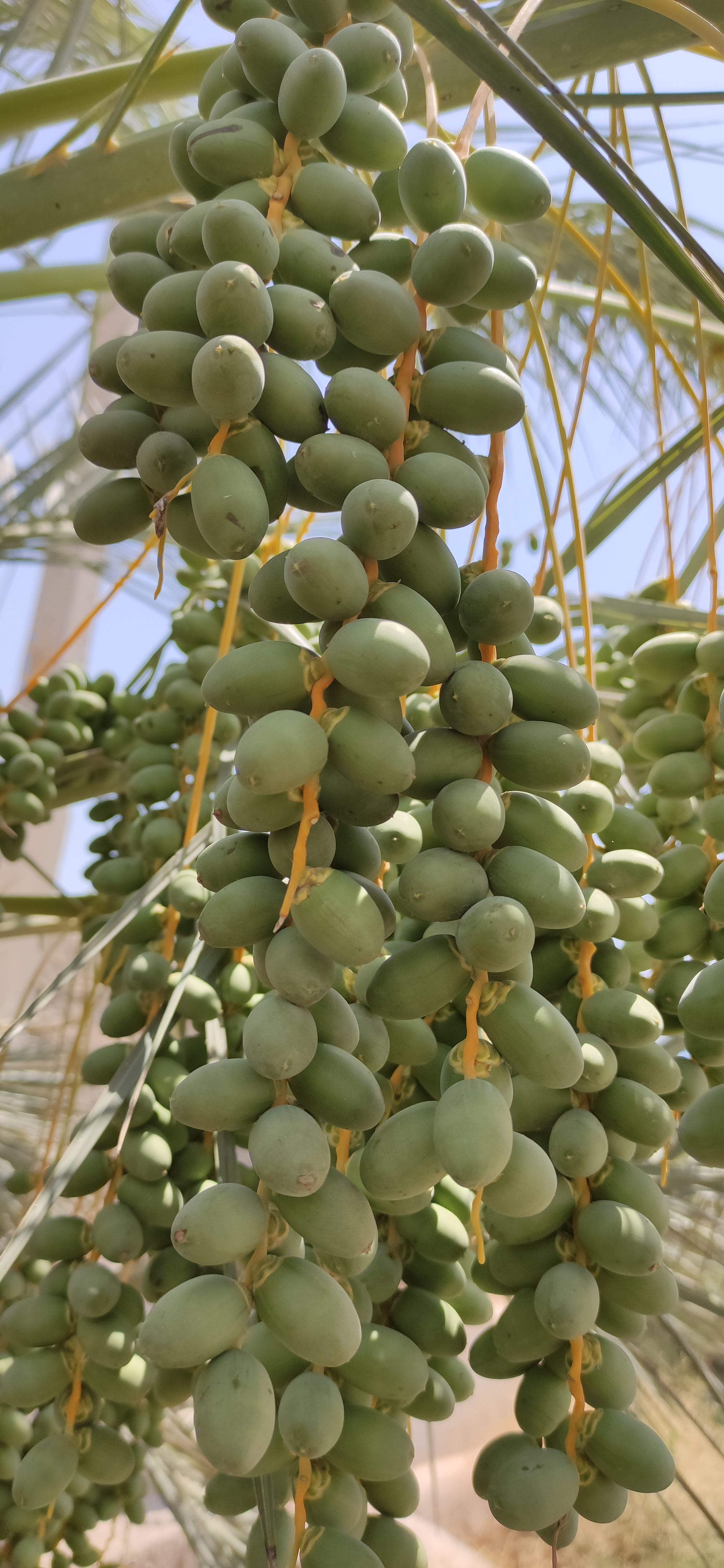
Nezralé datle v Ab Pachš v Íránu

Datlovník pravý je pěstován především pro datle, které odedávna tvoří významnou složku potravy především v arabských zemích, kde se konzumují čerstvé i sušené, nebo se používají jako surovina pro přípravu složitějších jídel.
Datle jsou tmavě hnědé oválné plody (peckovice), 3 až 7 cm dlouhé a 2 až 3 cm široké. Obsahují až 70 % sacharidů, které jsou zastoupeny v podobě přírodních cukrů, a mají malý obsah vody. Jsou bohatým a významným zdrojem draslíku, chlóru, železa a vitamínů B. V čerstvém stavu obsahují i významné množství vitamínu C, který se ale sušením ztrácí. Datle jsou především okamžitý zdroj energie a často se uvádí, že ze všech druhů ovoce mají nejvyšší energetickou hodnotu, takže se jim někdy přezdívá „přírodní palivo“. Sportovci by je tedy měli konzumovat jak před výkonem, tak během a po výkonu. Použít je ovšem lze před jakoukoli fyzickou aktivitou, tedy např. při výletech.
Datlová semena jsou zdrojem datlového oleje (používá se v kosmetice) či surovina pro výrobu kyseliny šťavelové. Mimo plodů se využívají i další části rostliny: dřevo datlovníku jako stavební materiál a listy jako zdroj celulózy. Ve starověku se palmové listy dávaly hrdinům a vítězům („palma vítězství“) a užívaly při slavnostech (viz Květná neděle).